# Castilhon de Sent Martòri
Castilhon de Sent Martòri (francès Castillon-de-Saint-Martory) és un municipi occità de Comenge, a Gascunya, situat al departament de l'Alta Garona i a la regió d'Occitània.